# Bergtjärnen (Junsele socken, Ångermanland, 706218-155045)
Bergtjärnen är en sjö i Sollefteå kommun i Ångermanland och ingår i Ångermanälvens huvudavrinningsområde. Sjön har en area på 0,119 kvadratkilometer och ligger 218 meter över havet.

## Delavrinningsområde
Bergtjärnen ingår i det delavrinningsområde (706197-154942) som SMHI kallar för Rinner till EJ NAMNGIVEN. Medelhöjden är 228 meter över havet och ytan är 7,57 kvadratkilometer. Det finns inga avrinningsområden uppströms utan avrinningsområdet är högsta punkten. Avrinningsområdets utflöde Ångermanälven mynnar i havet. Avrinningsområdet består mestadels av skog (80 procent). Avrinningsområdet har 0,14 kvadratkilometer vattenytor vilket ger det en sjöprocent på 1,8 procent.